# الدوري الأدرياتيكي 2001–02
الدوري الأدرياتيكي 2001–02 (بالصربية: Јадранска лига у кошарци 2001/02.)‏ هو الموسم 1 من  الدوري الأدرياتيكي. أقيم خلال الفترة 29 سبتمبر 2001 وحتى 24 مارس 2002، وأشرف على تنظيمه اتحاد الدوريات الأوروبية لكرة السلة ‏، وكان عدد الأندية المشاركة فيه  12، وفاز فيه نادي أوليمبيا لكرة السلة.